# Liste der Länderspiele der Futsalnationalmannschaft von Antigua und Barbuda
Die Futsal-Auswahl des Inselstaates Antigua und Barbuda absolvierte im Januar 2016 ihre ersten Länderspiele. Beim CFU-Futsalturnier verlor sie alle ihre Spiele.
| Nr. | Datum           | Ergebnis | Gegner              | Austragungsort | Anlass         | Bemerkung                                |
| --- | --------------- | -------- | ------------------- | -------------- | -------------- | ---------------------------------------- |
| 01  | 22. Januar 2016 | 1:7      | Trinidad und Tobago | Havanna        | CFU Futsal Cup | 1. Länderspiel gegen Trinidad und Tobago |
| 02  | 23. Januar 2016 | 0:5      | Curacao             | Havanna        | CFU Futsal Cup | 1. Länderspiel gegen Curacao             |
| 03  | 24. Januar 2016 | 0:5      | Guyana              | Havanna        | CFU Futsal Cup | 1. Länderspiel gegen Guyana              |